# CGTN 프랑스어
CGTN 프랑스어(CGTN-Français, 중국어: 中国环球电视网法语频道)은 중국국제텔레비전의 텔레비전 채널 중 하나이다.